# كوكب كوزمو
كوكب كوزمو هو مسلسل رسوم متحركة للأطفال بريطاني أيرلندي عن الفضاء. كان يُعرض سابقًا على قناة آر تي إي للأطفال.

## القصة
تعيش كوزمو وعائلتها على القمر ويستكشفون الفضاء معًا. ومن خلال المرح والأغاني والمغامرات، يتعرف الأطفال على جميع كواكب المجموعة الشمسية.

## الشخصيات
- كوزمو أدت صوتها: آلي ليونز[3]: الشخصية الرئيسية في المسلسل. هي رائدة فضاء صغيرة تبلغ من العمر خمس سنوات، تحب استكشاف الكواكب مع والدها.
- سول أدى صوته: إيليا أو’سوليفان[3]: رائد فضاء أصغر سنًا، وهو شقيق كوزمو الصغير، يتحدث بلسان ملثغ.
- الأب أدى صوته: جيسون تاميميغي[3]: والد كوزمو، وهو مرح جدًا وأحيانًا أخرق.
- الأم أدت صوتها: دويرن ني خوراغاين[3]: والدة كوزمو، حساسة ومهنية وأحيانًا عنيدة.
- جيل أدى صوته: بول تايلك[3]: حاسوب خارق يعلق أحيانًا.
- ليفتَر أدى صوته: بول تايلك[3]: مركبة جوالة قوية وأحيانًا غير متقنة الحركة.
- كيان أدى صوته بنفسه: كيان فوغان[3]: عالم فلك يعلّم الأطفال عن الكواكب. يظهر في نسختين، إحداهما رسوم متحركة والأخرى تمثيل حي.

## الإصدار
تم إصدار قرص فيديو رقمي مزدوج DVD يحتوي على 15 حلقة، بإجمالي مدة عرض بلغت 195 دقيقة 3 ساعات.